# VIA Apollo P4X266
VIA Apollo P4X266 (P4X266) は2001年8月にVIA Technologies (VIA) が発表した同社初のPentium 4プラットフォーム向けチップセットである。
市場に出回った最初のDDR SDRAM対応Pentium 4用チップセットであることや、VIAとインテルの間でバスライセンスの合意がされないまま提供されたことで、様々な注目と話題の対象となった。

## 概要
ノースブリッジのVT8753とサウスブリッジのVT8233 (C) から構成され、両チップ間は帯域幅266MB/sのV-Linkバスで接続されている。
最大の特徴はPentium 4対応チップセットとしてDDR SDRAMに対応していることである。これにより登場当時としてはSDRAMにしか対応なかったIntel 845 A-Steppingなどインテルのチップセットと比較して明確な性能優位を確立した。
それ以外ではAGP 4xスロットやATA100、USB 1.1に対応するなど、当時としてごく標準的な仕様となっている。
後継製品としてP4X333、P4X400が投入された。

## ノースブリッジ
ノースブリッジであるVT8753は、ヒートスプレッダを上面に搭載し、664ピンのBGAパッケージで提供された。
最大4GBまでのPC1600またはPC2100のDDR SDRAMに対応する他、PC100またはPC133のSDRAMにも対応する。
グラフィックス機能としてAGP2.0準拠のAGP 4xスロットに対応するが、統合グラフィックス機能には対応しない。
CPUとは400MHzのQDRで動作するFSBで接続される。
VIAは後述のインテルとのバスライセンス問題を回避するため、名目上は自社傘下のS3 Graphicsがリリースする製品であるとしていた。そのため、S3 Graphicsのグラフィック機能を統合していないにもかかわらず、ヒートスプレッダにはS3 Graphicsのロゴがプリントされている。

## サウスブリッジ
サウスブリッジとしてはVT8233またはVT8233Cが使用され、いずれも376ピンのBGAパッケージで提供された。
5個のPCIスロット、6ポートまでのUSB 1.1をサポートする他、2チャンネルのATA100コントローラ、AC'97およびイーサネットの論理コントローラを統合するなど、当時として標準的な機能を有している。

## 派生品
2001年11月にはメモリ周りの性能を最大20%改善したとされるマイナーチェンジ版のP4X266Aと、ProSavage8グラフィックスコアを統合したP4M266が、2002年5月にはFSB 533MHzに対応したP4X266Eが発表されている。

## 評価と影響

### P4X266発表以前の状況
P4X266の発表以前、インテルは10年ぶりに投入した新アーキテクチャNetBurst世代のメモリ技術として、ラムバスの主導するRDRAMを推進していた。しかしRDRAMは従来のSDRAMと比較して非常に高価なメモリであることに加え、1999年にインテルが投入したRDRAM対応チップセットIntel 820の失敗の記憶などから市場では敬遠されており、Pentium 4プラットフォームの普及は遅れていた。
状況を挽回すべく、2001年3月にインテルはPC133 SDRAMに対応したIntel 845 (A-Stepping) を投入する。インテルの狙い通り、比較的廉価に最新のPentium 4システムを構築できるIntel 845は好評を博し、Pentium 4の普及も徐々に進み始めた。しかし初期世代でも3.2GB/sと広帯域なFSBを特徴とするNetBurstマイクロアーキテクチャに対し、帯域幅1.06GB/sのPC133 SDRAMでは明らかに性能不足であり、RDRAMを使用した場合に比べ最大で十数%もの性能差がつく状況であった。
当時、インテルと競合するAMDのAthlonプラットフォームでは、SDRAMの倍の帯域幅を持つDDR SDRAMが性能とコストのバランスに優れたメモリとして実績を上げていた。このため、市場はDDR SDRAMに対応したPentium 4用チップセットを待望していたが、インテルはあくまで次世代メモリ技術はRDRAMであるとしてDDR SDRAMへの対応に慎重な姿勢であった。
VIAはDDR SDRAMに対応したAthlonプラットフォーム向けチップセットApollo KT266をいち早く投入するなど、DDR SDRAMを推進する最有力なチップセットベンダであった。しかしCyrix IIIで参入したP6互換プロセッサのバスライセンスを巡ってインテルとの訴訟を抱えており、Pentium 4のバスライセンスについてもインテルからの使用許可は得られていなかった。両社はバスライセンスの問題を回避すべく複数回の交渉を行ったが合意には至らず、VIAはP4X266を自社傘下の企業であり98年にインテルと10年間のバスライセンス契約を結んだS3 Graphicsがリリースする製品であるとすることで問題の回避を狙った。しかし、インテルはそれを認めない姿勢をとっていた。
VIAはインテルのRDRAM対応チップセットIntel 850との比較デモを行うなどしてP4X266のアピールを行っていたが、この時点ですでにインテルとの間にバスライセンスに関わる問題が発生することは確実と見られていた。

### 市場への影響
P4X266が正式に発表されると、インテルはただちにバスライセンス侵害の件でVIAを提訴した。両社の争いは泥沼化し、最終的に5カ国11件もの訴訟合戦と化した。両社間のトラブルに巻き込まれることを嫌った大多数のマザーボードベンダはP4X266を敬遠したため、市場に出回ったP4X266採用製品は少数に留まった。
しかしメディアやユーザーによるレビューではP4X266の優れた性能と高いコストパフォーマンスが確認され、インテルの公認によるDDR SDRAM対応Pentium 4用チップセットを求める声はいっそう大きくなった。結局、インテル自身も市場の要望に応える形で、2001年11月に発表したIntel 845 B-steppingにて正式にDDR SDRAMへの対応を行った。
その結果、Intel 845ファミリはPentium 4用チップセットの主力となり、ついにはインテルもRDRAM推進の方針を破棄したことで、DDR SDRAMが次世代の主力メモリとなることが決定的となった。

### VIAへの影響
VIAはP4X266に対するマザーボードメーカーからの支持が少数に留まったことで、チップセットベンダでありながらVIA Platforms Systems Division (VPSD) を立ち上げ、自社ブランドでのP4X266採用マザーボードの製造・販売を開始した。
またインテルとの間に、P4X266のバスライセンス訴訟を含む複数の訴訟を抱えたことでインテルとの関係は極度に悪化した。このためVIAのインテル向け事業はライセンスの取得等に厳しさを増すことが予想され、以後のVIAはAMDプラットフォームに注力しつつ、自社のプロセッサによる独自路線も模索し始める。

### 評価
P4X266を採用したマザーボードメーカーはECS等ほんの数社に留まったことに加え、インテルが迅速にIntel 845 B-Steppingをリリースしたこともあり、商業的に成功したとは言いがたい。
しかしDDR SDRAMの有効性を市場に示したことで、インテルプラットフォームにおいてもRDRAMからDDR SDRAMに転換する大きなきっかけとなった。次世代メモリの方向性がはっきりしたことでPentium 4およびDDR SDRAMは普及に拍車がかかり、市場のプラットフォームは一気に世代交代が始まることになる。
またVIA内部においても、P4X266絡みのトラブルによりもたらされたマザーボードの製造・販売のノウハウおよび独自路線模索の試みは、自社のCPU・チップセットを組合わせたオールインワンマザーボードを提供するMini-ITX/Edenプラットフォームを実現した。Mini ITXプラットフォームは後にVIAの主力事業となるだけでなく、スモールフォームファクタ (SFF) のデファクトスタンダードとしてインテルにまで採用され、x86アーキテクチャが組込み向けにも普及するきっかけのひとつにもなった。
このように、P4X266とその混乱がもたらした影響はVIA・インテルの両社に留まらず非常に広範囲かつ長期間に渡っている。P4X266はサードパーティーの互換チップセットであり商業的に成功できなかったにもかかわらず、市場と技術の動向に大きな影響を与えたチップセットのひとつであると言える。

## ラインナップ

### ノースブリッジ仕様
| 製品名  | ノースブリッジ | 対応FSB(QDR) | SDRAM     | DDR SDRAM             | メモリ容量 | 外部AGPモード | 内蔵グラフィック | V-Link転送レート |
| ------- | -------------- | ------------ | --------- | --------------------- | ---------- | ------------- | ---------------- | ---------------- |
| P4X266  | VT8753         | 400MHz       | PC100/133 | PC1600/2100           | 4GB        | 4X            | 無               | 266MB/s          |
| P4X266A | VT8753A        | 400MHz       | PC100/133 | PC1600/2100           | 4GB        | 4X            | 無               | 266MB/s          |
| P4X266E | VT8753E        | 400/533MHz   | PC100/133 | PC1600/2100           | 4GB        | 4X            | 無               | 266MB/s          |
| P4M266  | VT8751         | 400MHz       | PC100/133 | PC1600/2100           | 4GB        | 4X            | 有               | 266MB/s          |
| P4X333  | VT8754         | 400/533MHz   | PC100/133 | PC1600/2100/2700      | 4GB        | 8X            | 無               | 533MB/s          |
| P4X400  | VT8754         | 400/533MHz   | PC100/133 | PC1600/2100/2700/3200 | 4GB        | 8X            | 無               | 533MB/s          |

### サウスブリッジ仕様
| サウスブリッジ | V-Link転送レート | ATA    | USB                      | PCI |
| -------------- | ---------------- | ------ | ------------------------ | --- |
| VT8233         | 266MB/s          | ATA100 | USB 1.1 6ポート          | 5   |
| VT8233C        | 266MB/s          | ATA100 | USB 1.1 6ポート          | 5   |
| VT8233A        | 266MB/s          | ATA133 | USB 1.1 6ポート          | 5   |
| VT8235         | 533MB/s          | ATA133 | USB 2.0および1.1 6ポート | 5   |